# Meest milieuvriendelijke alternatief
Het zogenaamde meest milieuvriendelijke alternatief is een van de alternatieven - en wel het milieuvriendelijkste - dat gemaakt wordt bij het schrijven van een rapport in het kader van een procedure van milieueffectrapportage. Tot een dergelijke procedure wordt overgegaan als gevreesd wordt voor ernstige natuur- of milieuschade. Onderdeel van de procedure is dat van verschillende alternatieven wordt nagegaan wat de effecten zijn, onder meer op natuur en milieu.